# Eenentwintig eenvoudige stukken
Eenentwintig eenvoudige stukken is een verzameling composities van Mieczysław Weinberg voor piano. Ze zijn gedateerd op 4, 5 en 6 juni 1946. David Fanning, de biograaf van Weinberg, constateerde dat het geheel destijds wel werd uitgegeven in de Sovjet-Unie, maar om niet te achterhalen redenen werden de nummers 16, 18, 19 en 20 buiten druk gehouden. Alhoewel in de titel "eenvoudig" is opgenomen, zijn de stukken bedoeld voor de geoefende pianist.
De eenentwintig miniaturen dragen titels en hebben een tijdsduur van circa 20 seconden tot net iets langer dan twee minuten:
1. Merry march
2. The nightingale
3. The skipping rope
4. Baba-Yaga
5. Playmates
6. The sick doll
7. A tin soldier
8. A grandmother’s fairy tale
9. The shepherd boy
10. Hide and seek
11. Old man frost (een gelijke van de kerstman)
12. Melancholy walz
13. The goldfish
14. Petrushka’s lament
15. Game of tag
16. The little ball
17. Lullaby for a doll
18. Bear cubs
19. Little rabbits
20. The grey wolf
21. Good night

Murray Maclachlan nam de uitgegeven zeventien op in de jaren 90 voor Olympia Compact Discs Ltd., later verschenen die opnamen via Divine Art.